# Енріке Маєр
Енріке Маєр (ісп. Enrique Maier; 31 грудня 1910 — 22 серпня 1981) — колишній іспанський тенісист.
Перемагав на турнірах Великого шолома в змішаному парному розряді.

## Фінали турнірів Великого шолома

### Мікст (2 перемоги)
| Результат | Рік  | Турнір               | Покриття | Партнер         | Суперники                    | Рахунок       |
| --------- | ---- | -------------------- | -------- | --------------- | ---------------------------- | ------------- |
| Перемога  | 1932 | Вімблдонський турнір | Трава    | Елізабет Раян   | Жосан Сіґар Геррі Гопмен     | 7–5, 6–2      |
| Перемога  | 1935 | Чемпіонат США        | Трава    | Сара Палфрі-Кук | Кей Стаммерс Родерік Мензель | 6–4, 4–6, 6–3 |